# Китаевская пустынь
Свято-Троицкий Китаевский монастырь, также известный как Кита́евская пу́стынь (укр. Кита́ївська пустинь) — православный монастырь в Китаеве (историческая местность в Киеве). Действовал в XVIII — начале XX веков; восстановлен в 1990-е годы.

## История монастыря
Документированная история обители начинается с 1716 года, и ещё в XIX веке Китаев стал популярным местом паломничества. Наиболее известными из китаевских старцев были Досифей и Феофил. Стефан Демьянович Ковнир в 1763—1768 годы построил в монастыре один из последних памятников украинского барокко — церковь Троицы.
Пустынь была известна своими садами, которыми занимались опытные садоводы из монашествующей братии.
В соседстве с Китаевской пустынью (между Голосеевом и Китаевом) в 1860-е годы был основан Болгарский хутор, где бывший униатский архиепископ Иосиф Сокольский, с разрешения митрополита заложил виноградник.
К концу XIX века окончательно сложился архитектурный ансамбль монастырского подворья шестиугольной формы. В него вошли кирпичная Троицкая церковь, 45-метровая колокольня, трапезная с церквями Двенадцати апостолов и Трёх русских святителей — Петра, Алексия и Ионы, дом настоятеля, братский корпус, двухэтажный дом для престарелых священнослужителей, келейные корпуса и кирпичная ограда с экономическими воротами. С 1898 г. на территории хоз. двора действовал лаврский свечной завод. К новому корпусу богадельни в 1904 г. пристроена церковь св. Серафима Саровского.
В 1920-е годы храмы продолжали действовать, но сама пустынь уже не принадлежала монахам: в кельях разместили детскую колонию, часть сооружений использовались сельскохозяйственными учреждениями. В 1930 г. пустынь была окончательно ликвидирована, территория и сооружения переданы Всесоюзному исследовательскому институту плодового и ягодного хозяйства (с 1954 г. — Украинский НИИ садоводства). Колокольня разобрана в 1932 г., другие сооружения сильно пострадали во время Второй мировой войны. После войны на территории пустыни располагались Республиканский учебно-производственный комбинат пчеловодства и Украинский научно-исследовательский институт защиты растений.

## Современность
В 1990 году зарегистрировали приход, Троицкий храм передали Украинской православной церкви, и в нём после ремонта возобновились богослужения. Параллельно в 1993 году в храме Двенадцати апостолов возобновили скит Киево-Печерской лавры. После археологических исследований 1993—1994 годов обустроили пещеры и в них освятили Храм преподобного Досифея Киевского. В 1996 году обитель из скита преобразовали в самостоятельный монастырь. В 2010 году приход упразднили, и Троицкая церковь стала главным храмом обители.